# Aya El Aouni
Aya El Aouni (* 6. Juli 2005) ist eine marokkanische Tennisspielerin.

## Karriere
Aya El Aouni begann im Alter von fünf Jahren mit dem Tennissport. Sie spielt bislang vor allem auf der ITF Juniors Tour und der ITF Women’s World Tennis Tour, wo sie bisher drei Titel im Einzel und zwei im Doppel gewinnen konnte.
2022 trat sie im Juniorinneneinzel der Australian Open an, wo sie in der ersten Runde gegen Ranah Akua Stoiber mit 2:6 und 1:6 verlor. Bei den French Open erreichte sie im Juniorinneneinzel mit einem 4:6, 6:2 und 6:2 Erstrundensieg gegen Sara Saito die zweite Runde, wo sie dann gegen Yaroslava Bartashevich mit 4:6 und 0:6 verlor. Im Juniorinnendoppel unterlag sie mit Partnerin Kaitlin Quevedo bereits in der ersten Runde der Paarung Mia Kupres und Ranah Akua Stoiber mit 3:6 und 2:6. Bei den Mittelmeerspielen erreichte sie im Dameneinzel mit einem 3:6, 7:62 und 6:4 Sieg über Francesca Curmi das Achtelfinale, wo sie dann mit 4:6 und 5:7 gegen Aurora Zantedeschi ausschied. Im Damendoppel stand sie mit Partnerin Yasmine Kabbaj im Viertelfinale, wo die beiden gegen Francesca Curmi und Elaine Genovese mit 6:71 und 6:75 verloren.
2023 erhielt Aya El Aouni im Mai eine Wildcard für das Hauptfeld im Dameneinzel der Grand Prix SAR La Princesse Lalla Meryem, ihrem ersten Turnier auf der WTA Tour. In ihrem Erstrundenmatch trat sie gegen Julija Putinzewa an, das sie aber mit 1:6 und 4:6 verlor. Im Doppel ging sie mit Partnerin Yasmine Kabbaj ebenfalls im Hauptfeld an den Start. Die bedien unterlagen aber bereits in der ersten Runde der topgesetzten Paarung Miyu Katō und Aldila Sutjiadi mit 2:6 und 1:6.
Im Jahr 2022 spielte Aya El Aouni erstmals für die marokkanische Billie-Jean-King-Cup-Mannschaft, wo sie von ihren bislang fünf Matches im Einzel vier gewinnen konnte.

## Turniersiege

### Einzel
| Nr. | Datum            | Turnier | Kategorie | Belag | Finalgegnerin          | Ergebnis         |
| --- | ---------------- | ------- | --------- | ----- | ---------------------- | ---------------- |
| 1.  | 22. Oktober 2023 | Iraklio | ITF W15   | Sand  | Claudia Hoste Ferrer   | 2:6, 6:4, 6:3    |
| 2.  | 5. Mai 2024      | Antalya | ITF W15   | Sand  | Walerija Juschtschenko | 2:6, 7:65, 6:3   |
| 3.  | 12. Mai 2024     | Antalya | ITF W15   | Sand  | Walerija Juschtschenko | 6:2, 2:0 Aufgabe |

### Doppel
| Nr. | Datum            | Turnier    | Kategorie | Belag | Partnerin       | Finalgegnerin                 | Ergebnis |
| --- | ---------------- | ---------- | --------- | ----- | --------------- | ----------------------------- | -------- |
| 1.  | 2. Dezember 2023 | Antalya    | ITF W15   | Sand  | Francesca Pace  | Mayuka Aikawa Haine Ogata     | 6:0, 6:4 |
| 2.  | 27. Juli 2024    | Casablanca | ITF W35   | Sand  | Malak El Allami | Chelsea Fontenel Sandra Samir | 6:2, 6:2 |